# Große Schlicke
Die Große Schlicke ist ein 2059 m ü. A. hoher Berg in den Allgäuer Alpen in Tirol. Der Gipfel erlaubt die Sicht auf die wilden Nordwände der Tannheimer Riesen Gimpel (2173 m), Rote Flüh (2108 m), Kellenspitze (2238 m) und Gehrenspitze (2164 m).
Auf der Nordseite besteht die Große Schlicke ausschließlich aus hohen, nahezu senkrecht abfallenden Schrofenmauern, die Südseite ist von steilen Grashängen und Latschengürteln geprägt.

## Besteigung
Zwei Steige, die ungefähr 100 Höhenmeter unter dem Gipfel zusammentreffen, führen auf die Südseite des Berges und dort in Kehren die steilen, teilweise auch felsdurchsetzten Wiesen hinauf. Ausgangspunkt des westlichen Steiges ist die Vilser Scharte auf 1817 m ü. A. Höhe, die von Westen vom Füssener Jöchl (Gondelbahn von Grän) oder von Norden von der Vilser Alm erreicht werden kann. Der südliche Weg führt von der Otto-Mayr-Hütte im Reintal zum Gipfel. Für die Bewältigung des letzten Steilhangs, der zum Gipfel hinaufzieht, ist Trittsicherheit vonnöten. Im Winter stellt der südliche Anstieg zur Großen Schlicke eine beliebte Skitour dar.

## Bilder

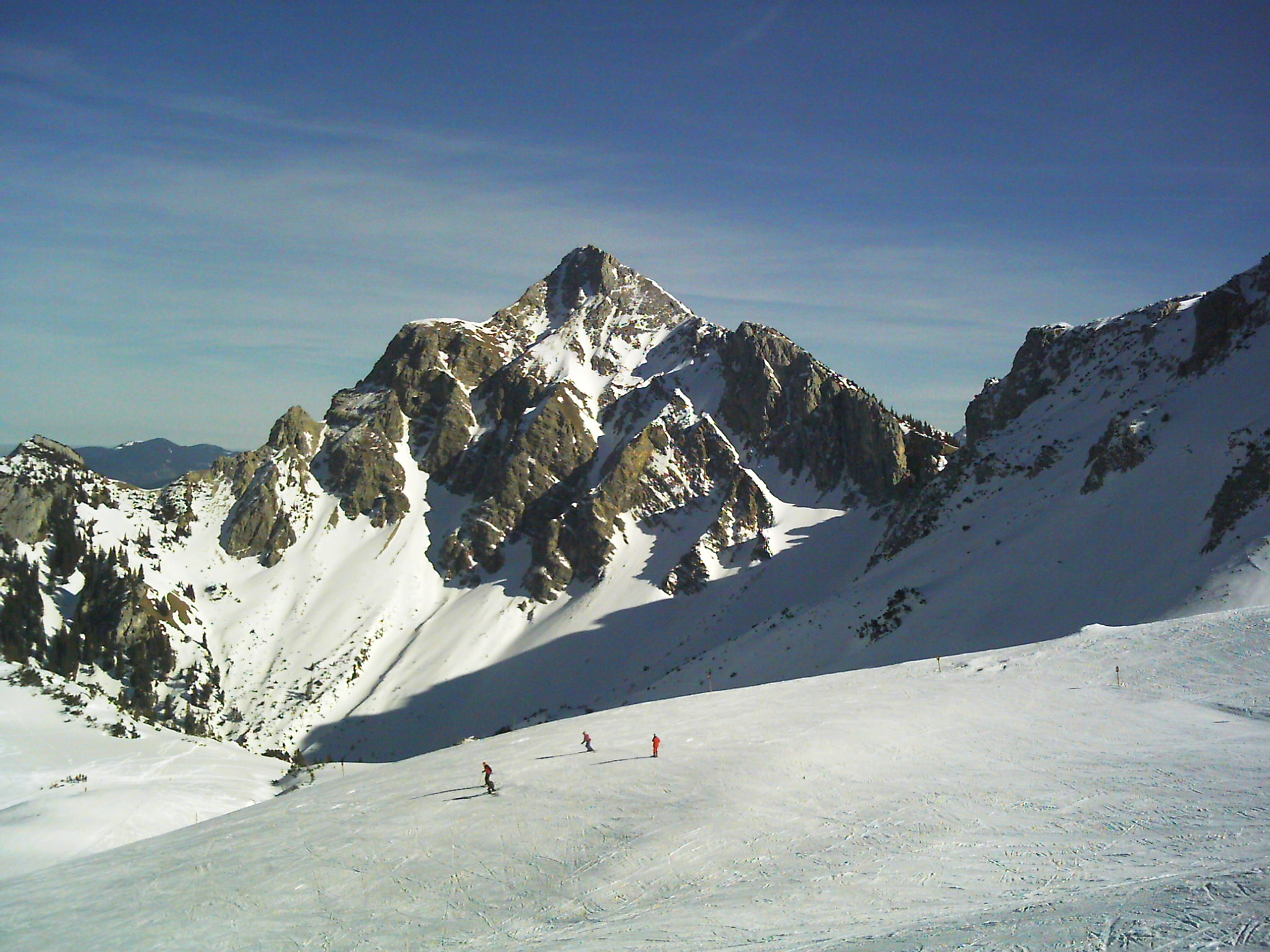
Westansicht (Wimnter)
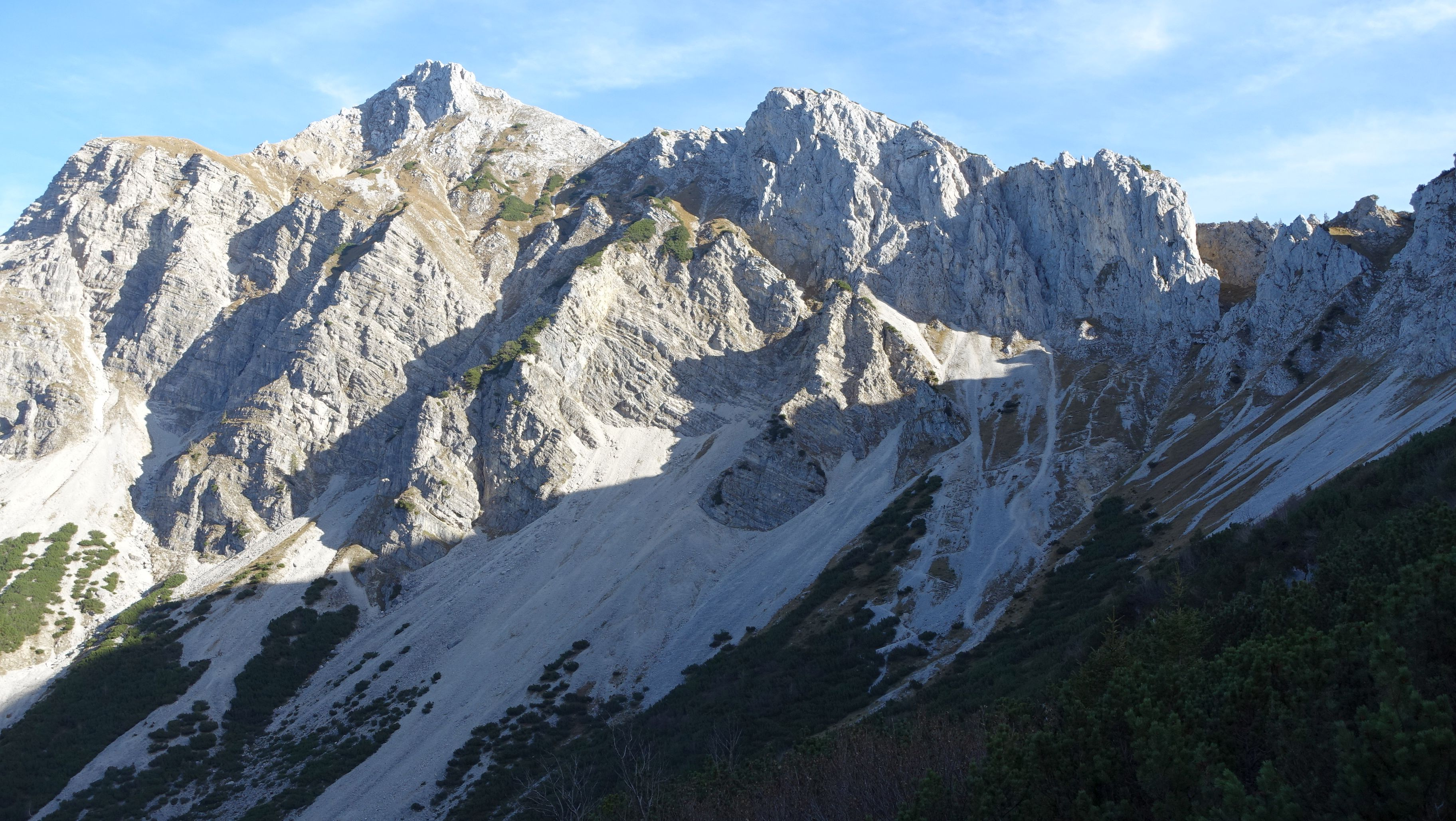
Nordwestansicht (Herbst)
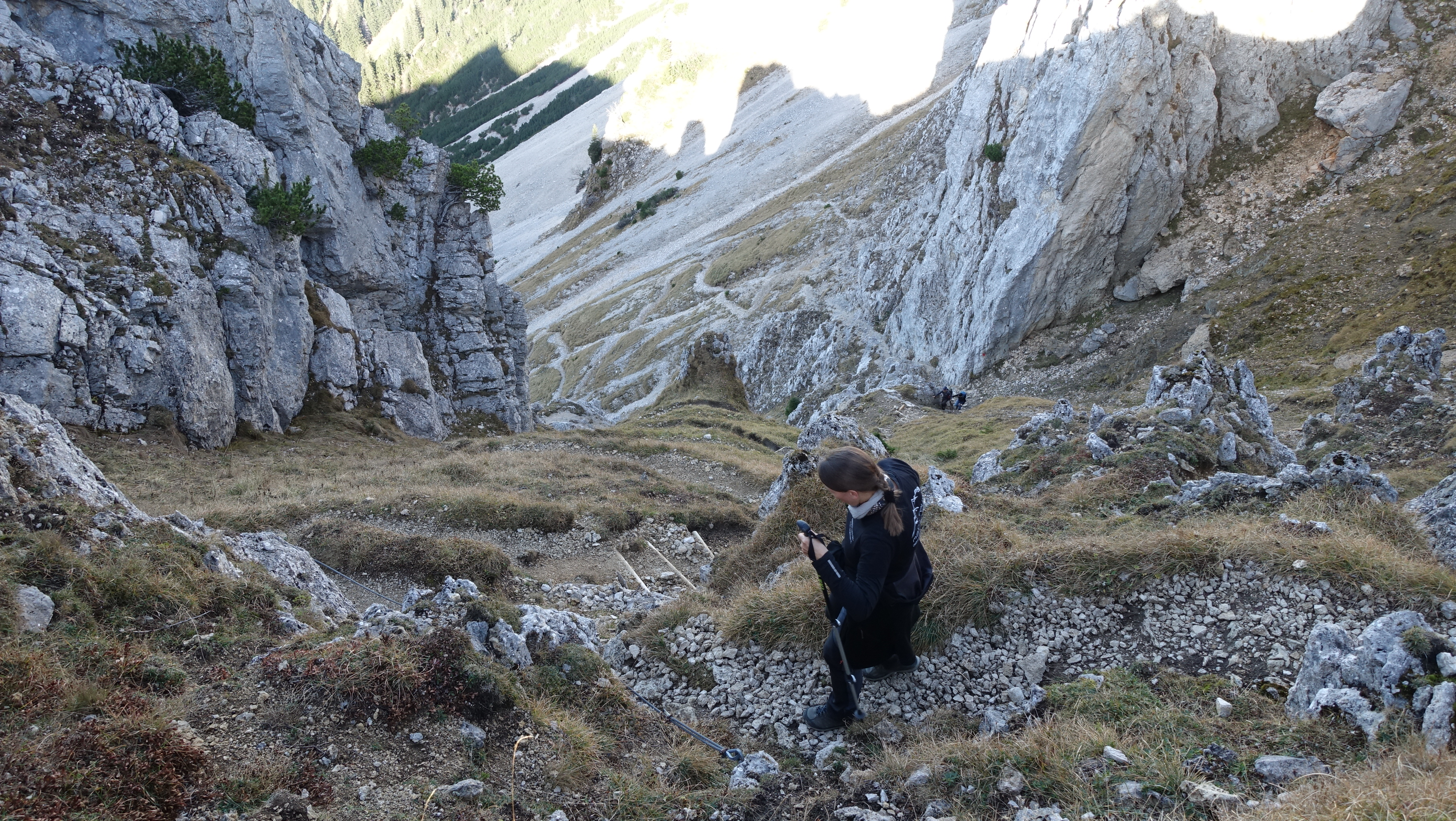
Anstieg über die Vilser Scharte
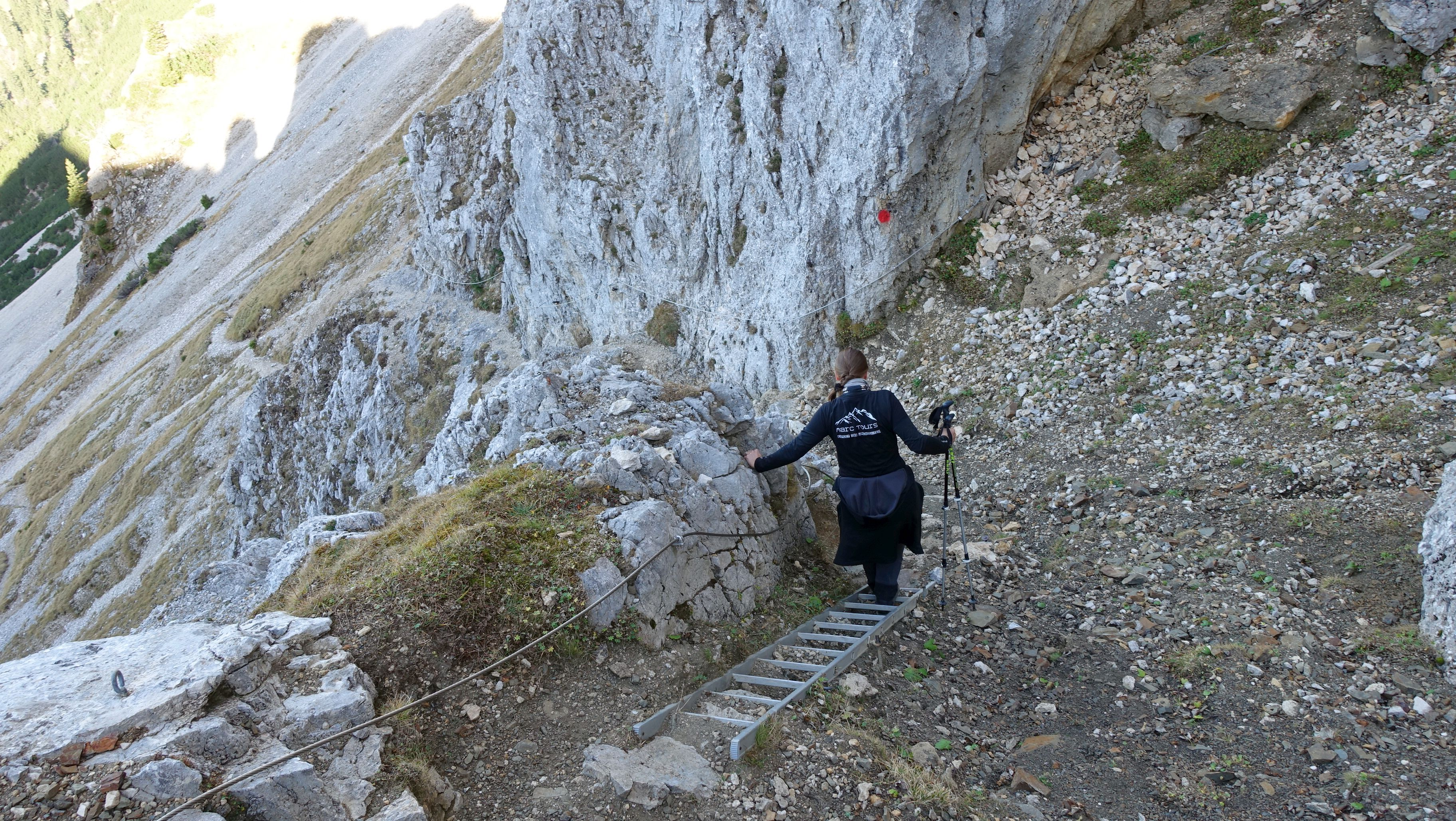
Klettersteig unterhalb Vilser Scharte
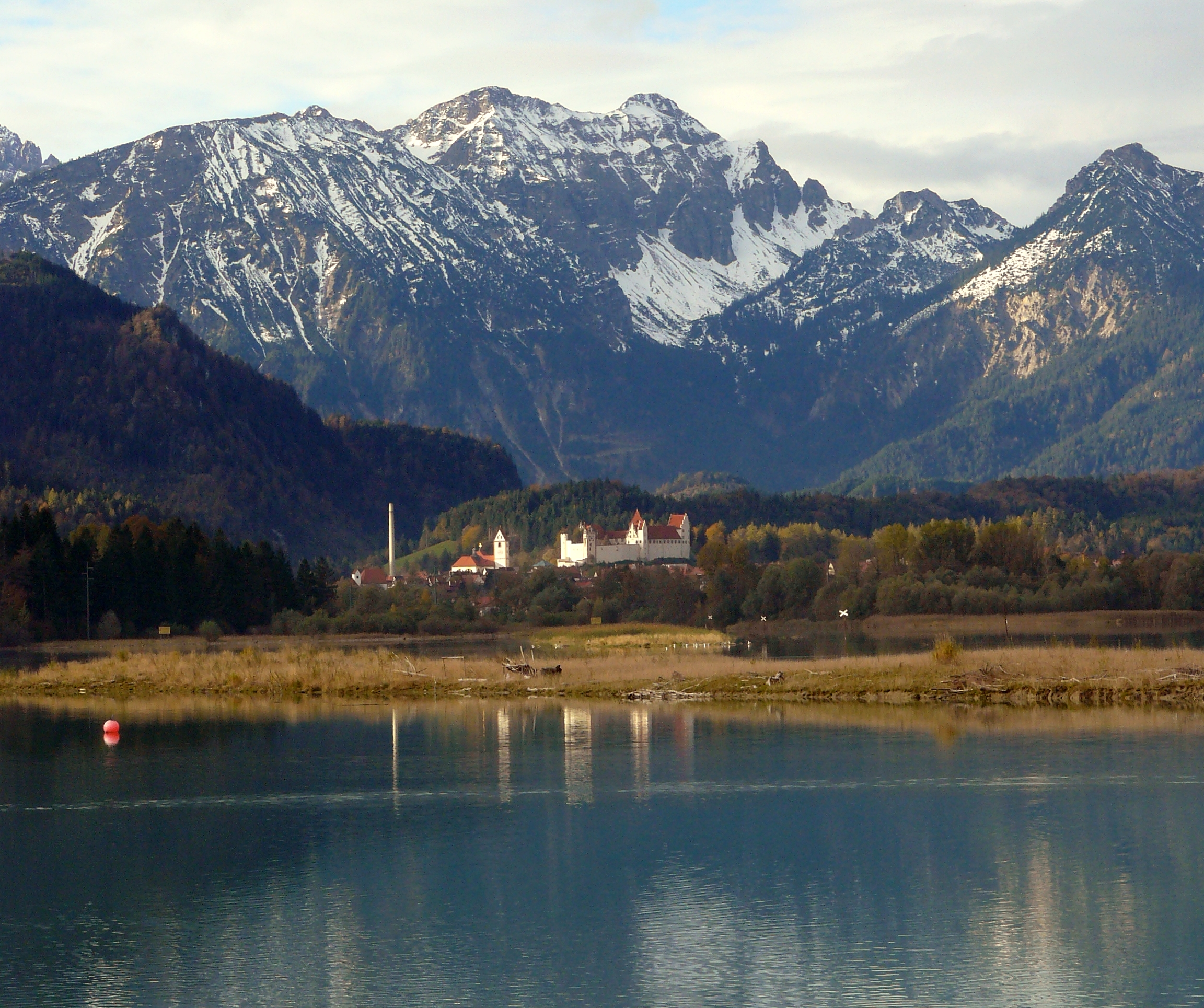
Blick vom Forggensee
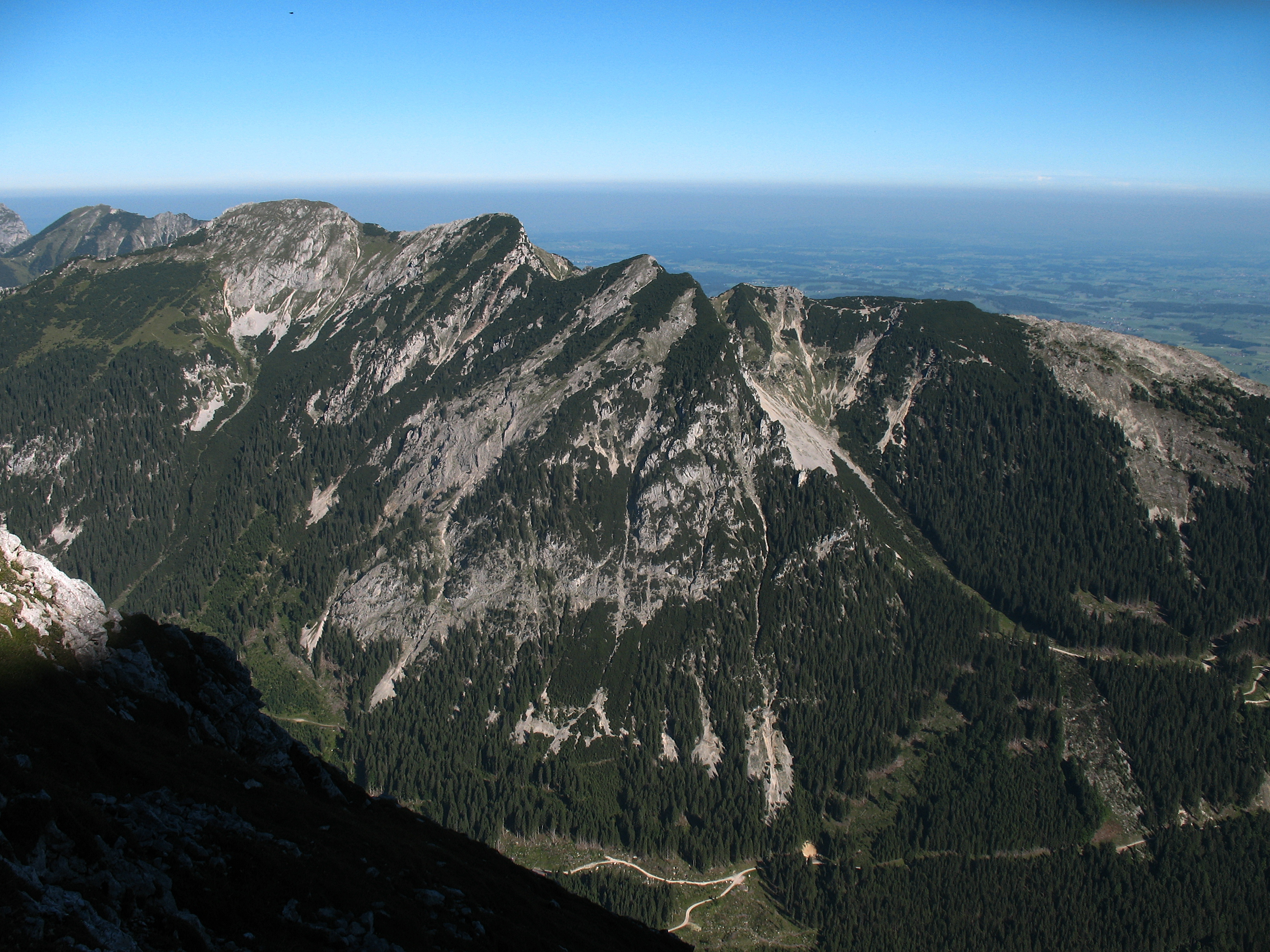
Große Schlicke vom Westgrat der Gehrenspitze
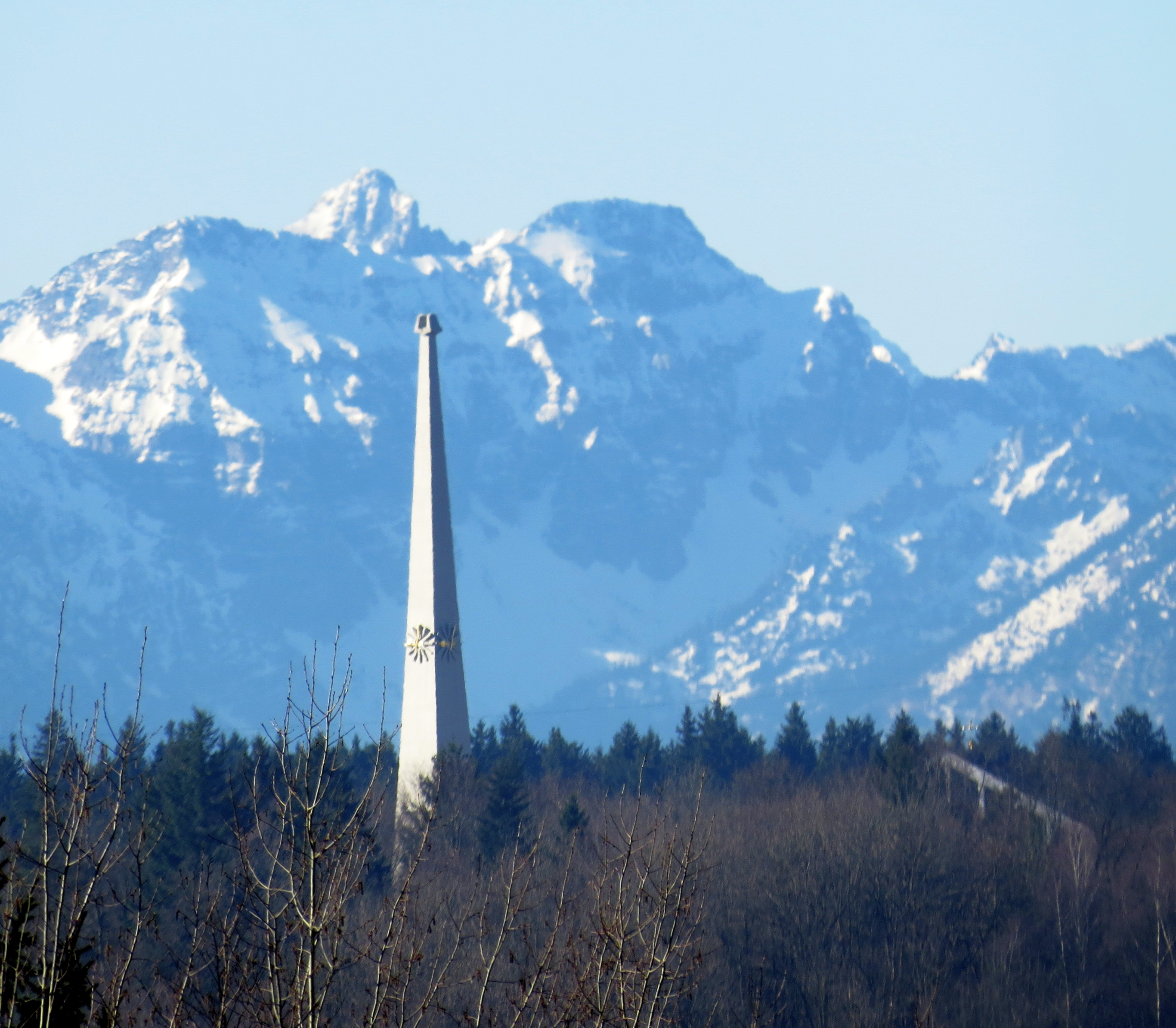
Karretschrofen, Gimpel und Große Schlicke aus ca. 40 km Entfernung von Schongau gesehen